# Oleg Berdos
Pour les articles homonymes, voir Berdos.
Oleg Berdos (né le 9 juin 1987 à Chișinău) est un coureur cycliste moldave, professionnel depuis 2010.

## Palmarès
- 2007
  -  Champion de Moldavie sur route
  - 2e du Grand Prix de l'industrie et du commerce de San Vendemiano
  - 2e du championnat de Moldavie du contre-la-montre
- 2008
  - 3e étape du Tour du Frioul-Vénétie julienne
  - 3e du championnat de Moldavie sur route
  - 3e du GP Industria del Cuoio e delle Pelli
  - 9e du championnat d'Europe sur route espoirs
- 2009
  -  Champion de Moldavie sur route
  - Coppa Guinigi
  - 2e de la Medaglia d'Oro Frare De Nardi
  - 3e du championnat de Moldavie du contre-la-montre
  - 3e du Trophée de la ville de Conegliano
- 2011
  - 2e du championnat de Moldavie sur route
- 2014
  - 3e du Tour de Szeklerland

## Classements mondiaux
| Année           | 2007 | 2008 | 2009 | 2010 | 2011 | 2012  | 2013 | 2014 |
| --------------- | ---- | ---- | ---- | ---- | ---- | ----- | ---- | ---- |
| UCI Europe Tour | 380e | 269e | 265e | 568e | 311e | 1205e | 742e | 434e |